# سوزي كواترو
سوزان كاي كواترو  (من مواليد 3 يونيو 1950)  مغنية وكاتبة أغاني وممثلة وممثلة أمريكية. في السبعينيات من القرن الماضي، سجلت سلسلة من الأغاني الفردية التي لاقت نجاحًا أكبر في أوروبا وأستراليا مقارنة بوطنها، حيث وصلت إلى المركز الأول في المملكة المتحدة والدول الأوروبية الأخرى وأستراليا بأغنيتها الفردية "Can the Can" (1973) ومحرك بوابة الشيطان "(1974).
أصدرت كواترو ألبومها الأول الذي يحمل عنوانًا ذاتيًا في عام 1973. ومنذ ذلك الحين، أصدرت خمسة عشر ألبوم استوديو وعشرة ألبومات مجمعة وألبومًا حيًا واحدًا. تشمل أغانيها المنفردة الأخرى «48 كراش» و«دايتونا ديمون» و«وايلد وان» و«يور ماما لن تحبني». بعد دور متكرر كعازفة باس ليذر توسكاديرو في المسرحية الهزلية الأمريكية الشهيرة هابي دايز مع المغني الرئيسي لـ سموكي كريس نورمان إلى المركز الرابع في الولايات المتحدة.